# Kurzschwanz-Hamsterratten
Kurzschwanz-Hamsterratten (Saccostomus) sind eine Gattung von Nagetieren in der Unterfamilie der Hamsterratten mit zwei Arten, die in Afrika vorkommen.
Es werden zwei Arten unterschieden:
- Saccostomus campestris, von Angola und Tansania bis Südafrika, mit weißer Unterseite.
- Saccostomus mearnsi, Kenia sowie angrenzende Gebiete Äthiopiens, Somalias und Tansanias, mit grauer Unterseite.

## Merkmale
Die Arten sind mit einer Kopf-Rumpf-Länge von 9,5 bis 19 cm und einem Gewicht von 40 bis 85 g nur etwas größer als die Kleine Hamsterratte und deutlich kleiner als Riesenhamsterratten. Auffällig ist der kurze Schwanz, der nur 3 bis 8 cm lang wird. Das lange und dichte Fell hat oberseits eine graue bis graubraune Farbe. Die Unterseite ist abhängig von der Art hellgrau oder weiß. Der kurze Schwanz ist mit kurzen Haaren bedeckt.
Kurzschwanz-Hamsterratten besitzen Backentaschen, kurze Ohre und kleine Augen. Auf den Schneidezähnen befinden sich keine Rinnen.

## Lebensweise
Die Arten halten sich in Savannen, anderen Grasländern, Gebüschflächen, offenen Wäldern und in Agrargebieten auf. Sie sind nachtaktiv und ruhen am Tag in einfachen Erdhöhlen, die selbst gegraben werden oder von anderen Tieren übernommen werden. In Regionen mit kälteren Jahreszeiten werden vor diesen Nahrungsvorräte angesammelt. Kurzschwanz-Hamsterratten fressen Samen, Nüsse, Früchte, Beeren und gelegentlich Insekten.
Es kommen mehrere Würfe pro Jahr vor. Pro Wurf werden 2 bis 10 Jungtiere geboren, meist 5 oder mehr. Weibchen sind etwa 21 Tage trächtig. Die Jungtiere wiegen bei Geburt etwa 2,5 g, werden 2 bis 4 Wochen gesäugt und sind nach 6 bis 10 Wochen geschlechtsreif. In Gefangenschaft können diese Nagetiere 2 Jahre und 9 Monate alt werden.

## Status
Beide Arten werden von der Weltnaturschutzunion (IUCN) als nicht gefährdet (Least Concern) gelistet.